# جورج مارتن
جورج مارتن (بالإنجليزية: Georges Martin)‏ ولد بتاريخ 6 نوفمبر 1915 في فرنسا، وتوفي في 3 يناير 2010 في فرنسا، كان دراج فرنسي.

## روابط خارجية
- جورج مارتن على موقع أرشيف الدراجات (الإنجليزية)
- جورج مارتن على موقع إحصائيات الدراجات الإحترافية (الإنجليزية)